# Khalil Shaheed
Khalil Shaheed, auch Tom Hall (eigentlich Thomas Howard Hall, * 19. Januar 1949; † 23. März 2012 in Oakland), war ein US-amerikanischer Trompeter im Bereich des Blues, Fusion und Jazz sowie Musikpädagoge.

## Leben und Wirken
Shaheed wuchs in Pittsburgh und Chicago auf, wo er als Jugendlicher in den Jazzclubs der South Side verkehrte. Nach zwei Jahren Studium an der Southern Illinois University Carbondale begann er als professioneller Musiker in San Francisco zu arbeiten, wo er bei seiner Mutter lebte. Er ging dann sieben Jahre in der Band von Buddy Miles auf Tourneen, um dann hauptberuflich als Musikpädagoge in Oakland zu arbeiten. Er unterrichtete zunächst im Dimond Rec Center und im Malonga Casquelord, bevor er 1994 das musikpädagogische Programm Oaktown Jazz Workshop (OJW) gründete, das 1998 als Jazz in the Schools an Elementar-, Middle und Highschools in Oakland und Fremont durchgeführt wurde. Ein weiteres Programm des OJW namens Jazz Encounters veranstaltete im Jazzclub Yoshi’s Konzerte mit Künstlern wie Branford Marsalis, Arturo Sandoval oder Joe Zawinul.
Als Musiker war Shaheed vorwiegend in der Jazzszene von Oakland aktiv; er spielte im Laufe seiner Karriere u. a. mit Buddy Miles, Jimi Hendrix (als Tom Hall), Woody Shaw, John Handy, Billy Higgins und Taj Mahal; insgesamt wirkte er dabei bei 30 Aufnahmesessions mit, darunter mit eigenen Formationen sowie mit Ledisi Young und Babatunde Lea.  Shaheeds Album mit der Big Belly Blues Band wurde 2002 in der Kategorie New Blues Artists für den Grammy nominiert. Bei einer Benefiz-Veranstaltung im Yoshi’s Oakland für den an Lungenkrebs erkranken Musiker nahmen 2010 Musiker wie Bobby Hutcherson, John Handy, George Cables, Eddie Gale, John Santos und Winard Harper teil. Shaheed arbeitete bis kurz vor seinem Tod im März 2012 in den Bands Big Belly Blues, Mo’ Rockin’ Project, Open Mind Ensemble und in Redwood Brass.

## Diskographische Hinweise
- Martin Scorsese Presents the Blues: Jimi Hendrix (1968–70, ed. 2003)
- Buddy Miles Express – Electric Church (1969)
- Buddy Miles – Them Changes (1970)
- The Freedom Express – Easy Ridin’ (1970)
- Ledisi – Feeling Orange But Sometimes Blue (2001)